# 홍척
홍척(洪陟, ? ~ ?)은 신라 말기의 승려이다. 일명 남한조사이다.
헌덕왕 때 당나라에 가서 지장 (신라)에게 마음을 수련하는 법을 배운 후 826년에 귀국하였다. 그 후 남악(지리산)에 머물면서 불법을 폈다. 후에 흥덕왕과 선광태자에게 불교의 교리를 믿도록 하였고, 실상사로 들어가 지장의 설법을 이어받아 선종 구산의 하나인 실상산파를 이룩하였다. 실상사에 그를 기리는 탑과 비가 남아 있다.